# Градина (футбольний клуб)
«Градина» (босн. «Omladinski fudbalski klub Gradina Srebrenik») — професіональний боснійський футбольний клуб з міста Сребренік. Заснований 1963 року. Домашні матчі проводить на стадіоні «Градскі», який вміщує 5 000 глядачів. З сезону 2015–2016 виступає у Другій лізі (Північ) країни, яка є третьою за силою.

## Відомі гравці
- Ведин Мушич
- Омер Йолдич

## Досягнення
- Чемпіон Першої ліги Федерації Боснії і Герцеговини:

2011–12